# Kantonsschule Obwalden

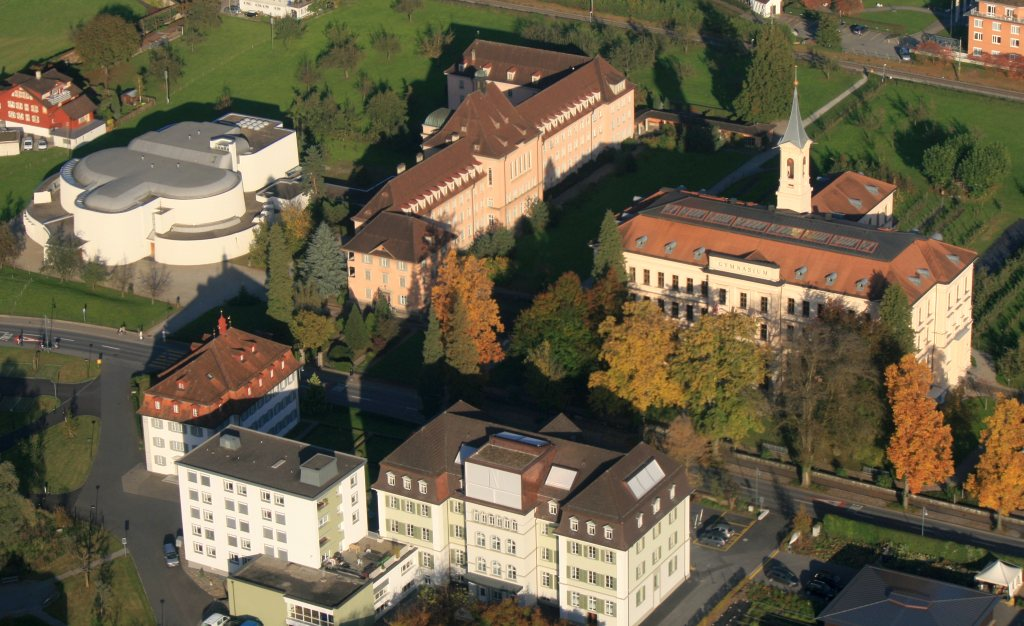
Luftaufnahme der Kantonsschule. Im Vordergrund das Konviktgebäude, links dahinter das ehemalige Kollegium, oben rechts das alte Gymnasium, links davon das Professorenheim des Benediktinerkonvents und die Kollegiumskirche St. Martin

Die Kantonsschule Obwalden, vormals Kollegium Sarnen (kurz: Kollegi Sarnen) genannt, ist ein öffentliches Gymnasium in der Gemeinde Sarnen. 1752 als kantonale Lehranstalt gegründet, wurde die Schule von 1841 bis 1984 von Benediktinern des Klosters Muri-Gries geleitet. Aus dem kleinen Bildungsinstitut mit zwei Professoren und 10–20 Schülern wurde im Laufe der Jahrzehnte eine Kantonsschule, an der gegen 350 Schülerinnen und Schüler von rund 50 Lehrpersonen unterrichtet werden. Die Kantonsschule Obwalden ist das einzige öffentliche Gymnasium im Kanton Obwalden, daneben gibt es noch in nichtöffentlicher Trägerschaft die Stiftsschule Engelberg und die Sportmittelschule Engelberg, die auch zum Maturitätsabschluss führen.

## Geschichte
Anfang des 18. Jahrhunderts besuchten Jugendliche aus Obwalden, die einem höheren Studium entsprachen, meist die Jesuitenschulen in Luzern oder Solothurn. Die Anfänge des Kollegiums Sarnen gehen auf das Jahr 1709 zurück. Als Gründer gilt der Goldsucher und Ex-Jesuit Johann Baptist Dillier (1668–1745). In den ersten zehn Jahren diente das Grosshaus in der Hofmatt (heutige Adresse Rütistrasse 23) als Gebäude für Dilliers Knabenseminar.
Die Obwaldner Regierung liess aus einem Teil der Hinterlassenschaft des Seminariherrn Johann Baptist Dillier (3'400 Gulden) und eigenen Geldern (1'900 Gulden) das Kollegium von Jakob Singer (1718–1788) erstellen, das Lehrern und Schülern Wohn- und Unterrichtsräume bot. Das Kollegium wurde 1752 eröffnet als Lateinschule mit einer Besetzung von zwei geistlichen Professoren. Als Kollegiverwalter kam Landvogt Melchior Imfeld zum Zuge. Jeder Schüler hatte ein Schulgeld in der Höhe von sechs Gulden an den Professor zu zahlen, welches diesem als zusätzliches Entgelt zur Verfügung stand. Durchschnittlich wurden im Kollegium 10–20 Schüler unterrichtet. Der erste Rektor und sogleich der erste Professor war Franz Anton Heymann.
1817 wurde die Obwaldner Schulordnung geändert, sodass fortan sechs Klassen in den Fächern Latein, Geographie, Geschichte, Rechnen und Redekunst unterrichtet wurden. 1833 wurden zusätzlich Französisch und Griechisch in den Lehrplan aufgenommen. Durch den Abgang des einen und den unerwarteten Tod des zweiten Professors, der auch als Rektor amtete, stand die Schule kurz vor Beginn des Schuljahres im Jahre 1840 ohne Führung da. Von der Regierung und den Pfarrherren des Kantons wurde der Entscheid gefällt, einen Boten nach Freiburg zu entsenden und drei Jesuiten in Obwalden zu besolden. Damit sollte das Kollegium als Jesuitenschule weitergeführt werden. Dazu kam es allerdings nicht. Durch die Klosteraufhebungen im Kanton Aargau wurden auch die Benediktiner der Abtei Muri-Gries aus ihrem Stammkloster in Muri im Freiamt vertrieben. Der Regierungsrat von Obwalden vereinbarte in der Folge mit dem Abt Adalbert Regli, dass der Orden bereits ab dem Schuljahr 1841/42 drei Professoren nach Sarnen entsandte. Während über 100 Jahren wurde die Schule von den Benediktinern geführt. Als Gründungsdatum der Schule gilt demnach 1841, daneben wird auch 1752 als Gründungsjahr betrachtet.
Am 15. Oktober 1868 fand in der hauseigenen Kapelle die Einweihung des neu gebauten Konvikts statt, das als Internatsgebäude diente. Aus dem Schuljahr 1863/64 liegt der erste gedruckte Jahresbericht vor: sechs Patres unterrichteten damals 36 Sekundarschüler und 24 Gymnasiasten. Aufgrund der steten Zunahme der Schülerzahlen wurde 1890/91 der grosse Gymnasiumsbau mit Kirche im Neurenaissancestil erbaut, das heutige Alte Gymnasium. Direkt daneben wurde das Kloster respektive Professorenheim erbaut. Ein Zeugnis moderner sakraler Architektur ist die neue Kollegiumskirche St. Martin von Ernst Studer, die 1966 eingeweiht wurde. Die Kirche wurde nach den Bedürfnissen der damaligen Internatsschule und der klösterlichen Gemeinschaft geplant, so dass knapp 300 interne Schüler und etwa dreissig Benediktinermönche zusammen Gottesdienst feiern konnten.
Im Juli 1893 fanden erstmals Maturitätsprüfungen statt, die alle 6 Kandidaten bestanden. Ab 1906 trug die Schule den Namen «Kantonale Lehranstalt in Sarnen» und seit 1966 ist sie ein kantonales Gymnasium.
Bei dem Erdbeben von 1964 wurden auch Gebäude des Kollegiums beschädigt. Die Schüler mussten für einige Zeit zum Unterricht in die Militärbaracken im Melchtal umziehen. Bis 1970 war das Kollegium eine Knabenschule, erst dann wurden auch Mädchen aufgenommen.
Mit der Säkularisierung in den 1970er Jahren vollzog sich auch ein Wandel in der Schulstruktur des Kollegiums Sarnen. 1974 gab der Benediktinerkonvent die Trägerschaft der Schule ab, die Schulleitung blieb jedoch bis zum Schuljahr 1983/84 in der Hand eines Paters. Seither wird die Schule von einem weltlichen Rektorat geleitet. Benediktiner unterrichteten aber weiterhin an der Schule, bis zum Sommer 2013 war noch ein Pater als Lehrer tätig.
Im August 2005 wurde der Kanton Obwalden von einem grossen Hochwasser heimgesucht. Dabei entstanden auch Schäden an mehreren Gebäuden der Kantonsschule Obwalden. Von 2005 bis 2011 musste der Unterricht teilweise in Provisorien durchgeführt werden. Nach umfangreichen Sanierungsarbeiten konnten im Oktober 2010 (Turnhalle) bzw. ab März 2011 (Schulhaus) die sanierten Gebäude wieder bezogen werden. (Siehe auch den Abschnitt Hochwasser 2005.)

## Bildungsangebot und Schulformen
Die Kantonsschule Obwalden ist ein Langzeitgymnasium. Zusätzlich ist ein Eintritt in die dritte Klasse möglich, was einem Kurzzeitgymnasium entspricht. Die Ausbildung endet mit der Matura.
Das Langzeitgymnasium dauert sechs Jahre, der Eintritt erfolgt gewöhnlich nach der 6. Klasse der Primarschule. Das Kurzzeitgymnasium dauert vier Jahre, der Eintritt erfolgt nach der zweiten oder dritten Klasse einer Schule der Sekundarstufe I; in Obwalden ist dies die Orientierungsschule, die in den meisten Gemeinden als Integrative Orientierungsschule IOS, seltener als Kooperative Orientierungsschule KOS, geführt wird.
Die Kantonsschule Obwalden hat 1995 das neue Eidgenössische Maturitätsreglement (MAR) eingeführt und mit der Einführung von Maturaarbeiten im Schuljahr 1998/1999 begonnen. Seit Einführung des MAR bis zum Schuljahr 2011/2012 standen den Studierenden die fünf Schwerpunktfächer Latein, Italienisch, Wirtschaft und Recht, Physik und Anwendungen der Mathematik sowie PPP (Philosophie/Pädagogik/Psychologie) zur Auswahl. Das Ergänzungsfach konnte aus den Fächern Biologie, Chemie, Geographie, Musik und Bildnerisches Gestalten und seit dem Schuljahr 2010/2011 versuchsweise auch aus Informatik ausgewählt werden.
Mit dem Schuljahr 2012/2013 wurde das Schwerpunktfach Italienisch gestrichen und das Doppelfach Biologie und Chemie neu angeboten. Die Fächer Biologie und Chemie wurden dafür aus dem Kanon der Ergänzungsfächer gestrichen und Informatik definitiv als Ergänzungsfach eingeführt. Philosophie kam als neues Ergänzungsfach dazu. Sieben Jahre nach der Streichung wird ab Schuljahr 2019/2020 das Schwerpunktfach Italienisch wieder angeboten. Es löst Latein ab, das aufgrund rückläufiger Teilnehmerzahlen nicht weitergeführt wird.

### Sport
Als Besonderheit bietet die Kantonsschule in ihrem Sportprogramm Rudern auf dem Sarnersee an, der in unmittelbarer Nähe der Schule liegt.

## Architektur

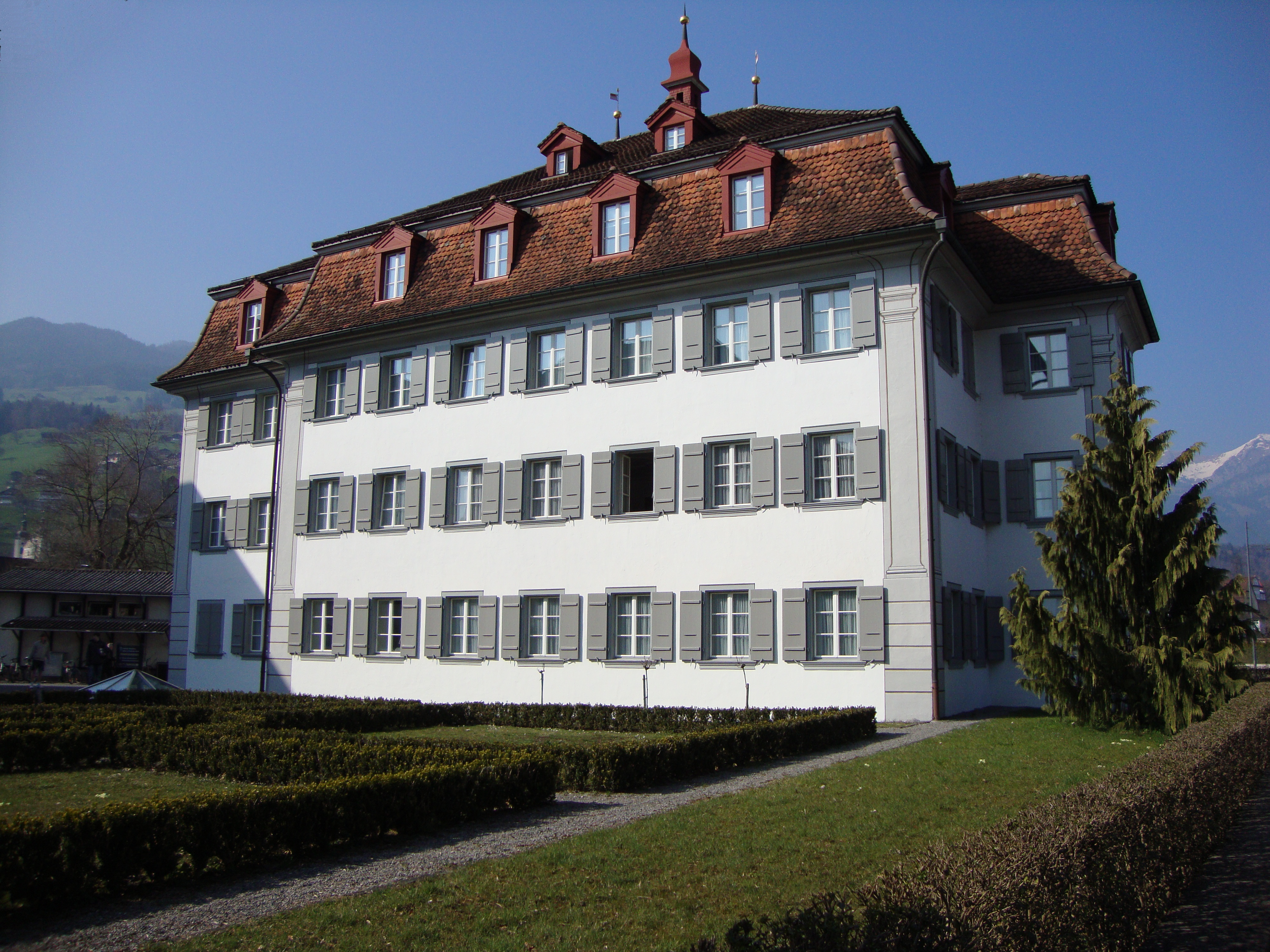
Ehemaliges Kollegium
(Baujahr 1746–1751)

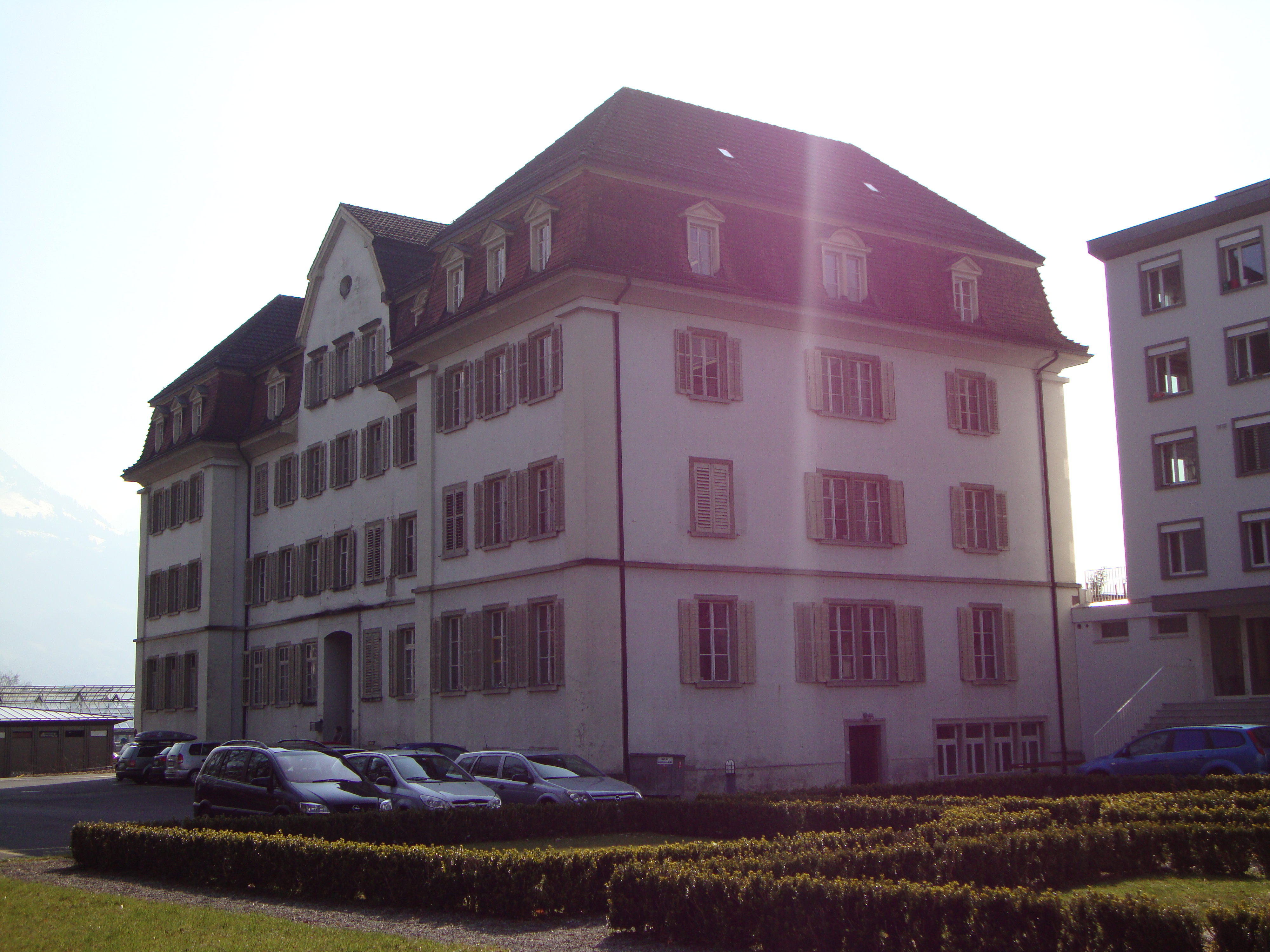
Konviktgebäude
(Baujahr 1867–1868)

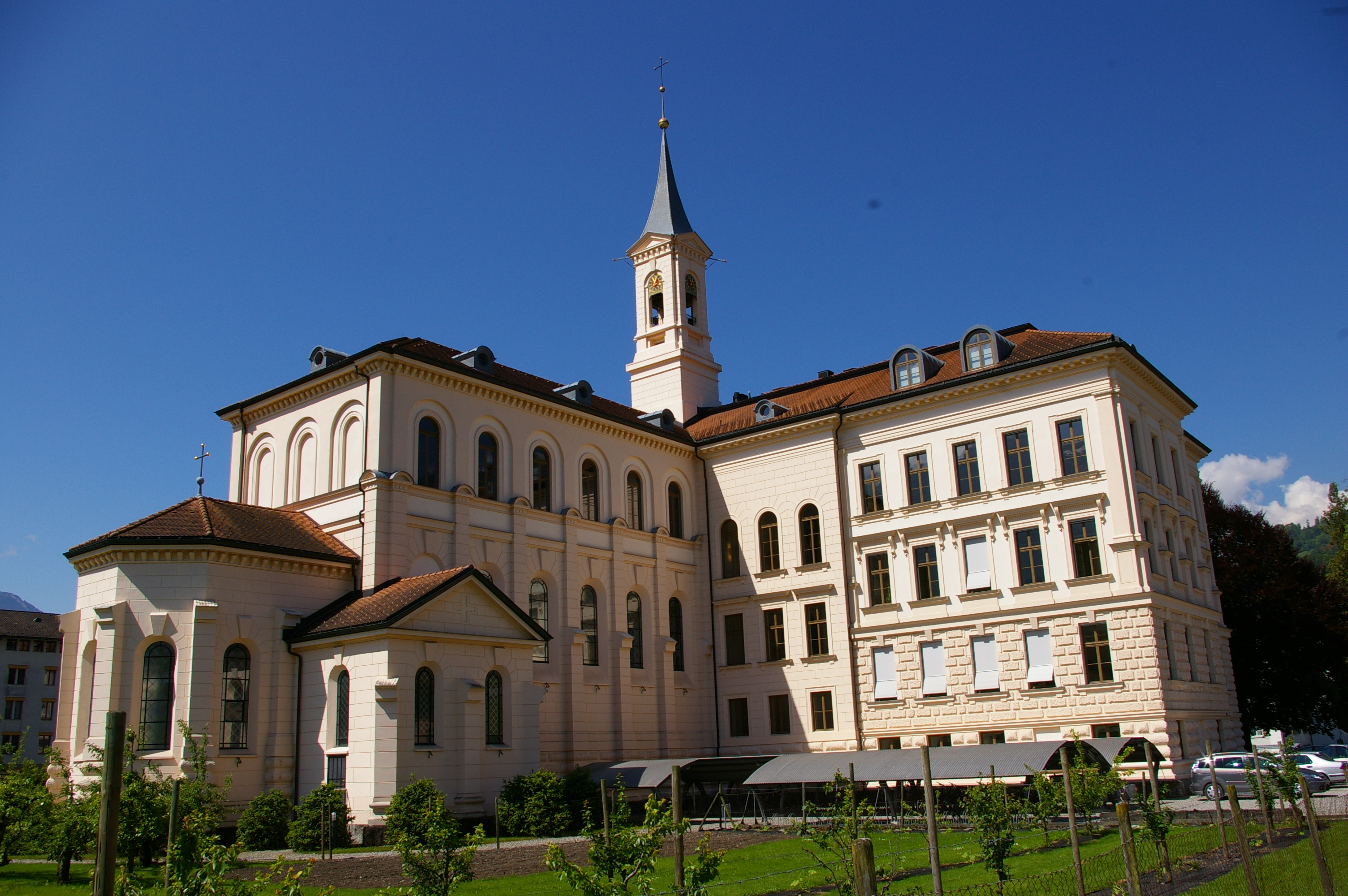
Altes Gymnasium
(Baujahr 1889–1891)

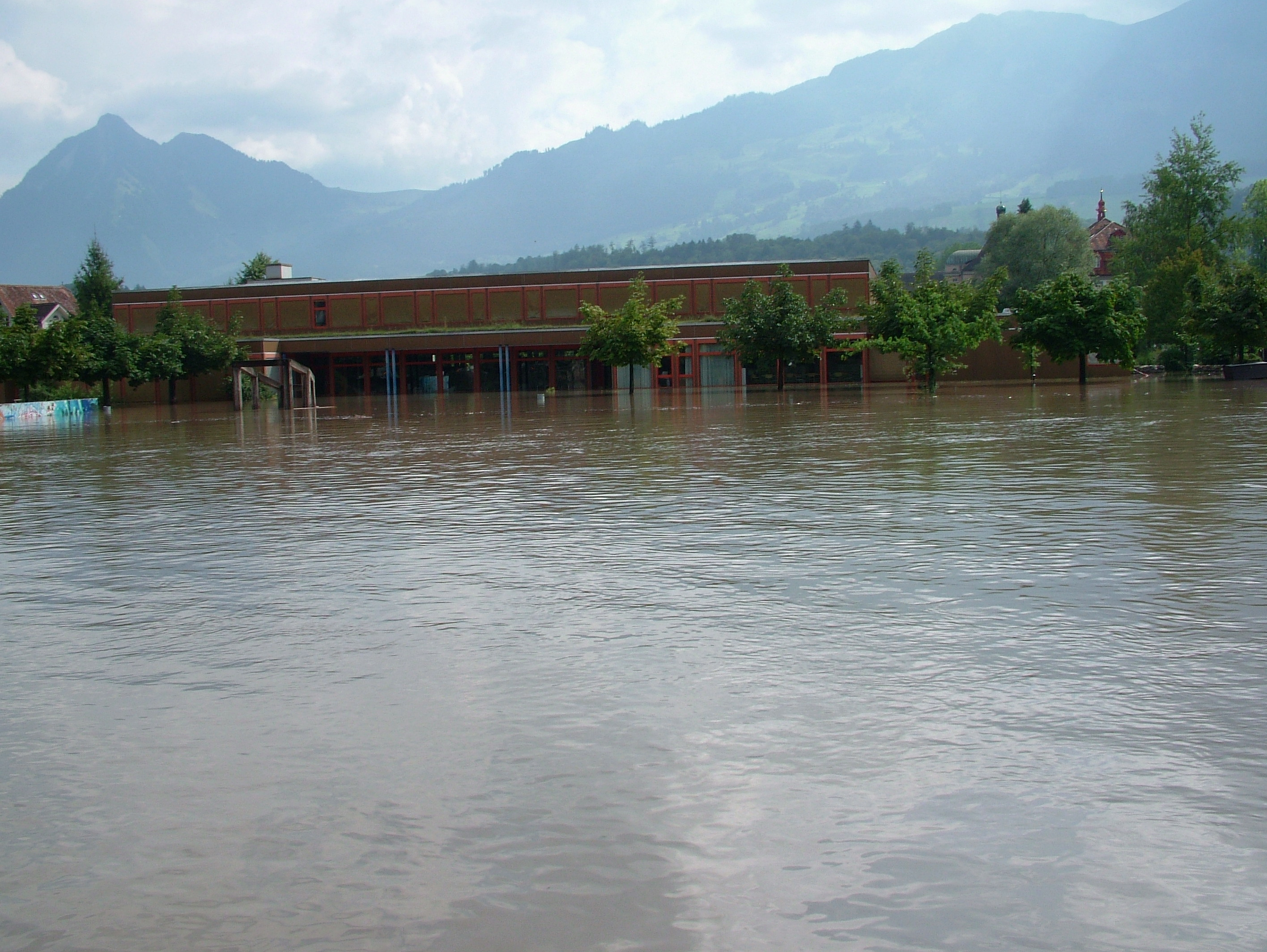
Hochwasser 2005

### Ehemaliges Kollegium
Das ehemalige Gymnasium und Rektoratsgebäude wurde 1746–1751 nach den Plänen von Jakob Singer als barocker Profanbau errichtet. 1898 wurde der einachsige Treppenhausrisalit an der Westfassade erweitert. 1988–1989 wurde das Gebäude einer Gesamtrenovierung unterzogen. Seitdem wird das Gebäude von dem kantonalen Bildungs- und Kulturdepartement benutzt.

### Konviktgebäude
1867/1868 baute der Architekt Josef Ettlin von Sachseln das Konvikt nach den Plänen von Simon Ettlin und P. Martin Kiem. 1910 wurde das Konvikt aufgestockt. Es diente unter dem Namen «Pensionat Nicolaus von Flüe» als Internatsgebäude. 1988 wurde das Gebäude als Kulturobjekt von regionaler Bedeutung inventarisiert. Bis 2011 diente das Konvikt der Kantonsschule als Ausweichlösung bei Raumknappheit. Von Frühling 2011 bis Sommer 2012 wurde das Gebäude für 11,8 Millionen Franken vollständig saniert und steht seit dem Schuljahr 2012/13 der Gemeindeschule Sarnen als Oberstufenzentrum (ab 7. Schuljahr) zur Verfügung.

### Altes Gymnasium
Abt Augustin Grüniger beauftragte 1889 Sebastian Altmann mit der Planung für einen Gymnasiumsneubau. Die Obwaldner Regierung verpflichtete sich zur Herbeischaffung des nötigen Baumaterials. Die Arbeiten begannen 1890 unter der Leitung von Johann Bittner (Bozen). Die feierliche Einweihung fand 1891 statt. 1900 wurden die sanitären Anlagen ausgebaut und 1905 erfolgte schliesslich die Elektroinstallation. 1927 wurde nach Plänen von Vinzenz Fischer das Dachgeschoss erweitert, um Platz für Schlaf- und Waschräume sowie eine Klosterbibliothek und einen Zeichnungssaal zu schaffen. 1931/32 wurden zwei Gipsreliefs in der Eingangshalle des alten Gymnasiums durch Payer & Wipplinger geschaffen. Sie zeigen den heiligen Benedikt von Nursia und Niklaus von Flüe. 1964 wurde das Gebäude durch ein Erdbeben beschädigt. 1991–1992 erfolgte eine Gesamtrestaurierung. Das Gebäude enthält nebst den Unterrichtsräumen auch eine Aula (ehemals als Kollegikirche gebaut) und einen Theatersaal. Neben der Kantonsschule benutzt auch die Schule Sarnen Unterrichtsräume im alten Gymnasium.
Das alte Gymnasium (Neurenaissance 1890) und das ehemalige Kollegium (barocker Profanbau 1746) sind als Kulturgut von regionaler Bedeutung eingestuft.

### Neues Gymnasium
Das neue Gymnasium inklusive angrenzender Dreifachturnhalle wurde im April 1979 eröffnet.

### Hochwasser 2005
Beim Alpenhochwasser 2005 trat der Sarnersee über die Ufer und richtete in Sarnen grosse Schäden an. Auch die Kantonsschule wurden überflutet. Sowohl das Unterrichts- als auch das Turnhallengebäude des 1979 eröffneten «Neuen Gymnasiums» wurden derart schwer beschädigt, dass sie einer Totalsanierung unterzogen werden mussten. Für den Unterricht wurde eine Containersiedlung erstellt. Auch die Turnhallen konnten nicht mehr benutzt werden. Provisorisch wurde für den Turnunterricht eine Traglufthalle erstellt und im Schwesternhaus ein Kraftraum eingerichtet.
Die Renovierung der Schulgebäude verzögerte sich, und so musste die Schule von 2006 bis Frühjahr 2011 mit der Verteilung der Schulstunden auf das alte Gymnasium, das Konvikt und die Provisorien Traglufthalle und Containersiedlung leben. Im November 2007 demonstrierten 400 Schüler für einen Neubau anstelle der geplanten Sanierung des Schulgebäudes.

### Totalsanierung und Erweiterung
Der gesamte Gebäudekomplex musste vollständig saniert werden. Gleichzeitig wurde das Raumangebot ausgebaut. Das von den Architekten Meyer Gadient entworfene Gebäude ist nach Minergie-Standard erstellt. Auf dem Dach befindet sich sowohl eine Solaranlage zur Warmwasseraufbereitung, als auch eine Photovoltaikanlage zur Stromproduktion. Als Kunst am Bau wurden das Projekt «Duftnoten» der Sachsler Künstlerin Anna-Sabina Zürrer verwirklicht, das in dem Schulgebäude verschiedene Düfte verbreitet.
Ab März 2011 konnten die Unterrichtsräume im sanierten neuen Gymnasium wieder benutzt werden. Insgesamt enthält die renovierte und ausgebaute Kantonsschule auf rund 10'000 Quadratmetern 24 Schulzimmer, 4 Gruppenräume, ein Lehrerzimmer, eine Bibliothek und zahlreiche Büros. Das Gebäude ist auf 24 Klassen ausgerichtet, der Bau hat rund eineinhalb Jahre gedauert und etwa 39 Millionen Franken gekostet. Die Einweihung wurde am 14. Mai 2011 mit einem Schulfest gefeiert. Seitdem findet der Unterricht der Kantonsschule ausschliesslich im neuen und im alten Gymnasiums statt; das Konviktgebäude wird von der Kantonsschule nicht mehr benutzt.

## Internat
Von 1868 bis 2000 gehörte zu der Schule auch ein Internat, das ebenfalls von den Benediktinern geleitet wurde. Dieses Knabeninternat war unter dem Namen «Pensionat Nicolaus von Flüe» im Konviktgebäude untergebracht, zeitweise wurden auch weitere Räume benutzt wie das ehemalige Kollegium, der Dachstock des alten Gymnasiums und der Neubau aus den 1970er Jahren (heute Ruderzentrum des Schweizerischen Ruderverbandes).
Im gleichen Zeitraum (1868–1998) unterhielten die Benediktinerinnen im Kloster Melchtal ein Mädcheninternat. Für die Mädchen dort gab es jedoch keine Gymnasialschule; die Schwestern unterhielten im Melchtal ein Lehrerinnenseminar, eine Bäuerinnen- und eine Sekundarschule.

## Theater
Die Schule kann auf eine lange Theatertradition zurückblicken. Frühe Aufführungen waren unter anderem: «Joseph», Oper in drei Akten (1884), «Jägerlatein», Operette in drei Akten (1898), «Preciosa», romantisches Schauspiel in 4 Akten (1900) und «Der Freischütz», romantische Oper in drei Aufzügen (1903). Das von Heinrich Federers Vater gegründete Schultheater blühte unter dem Rektorat von Leo Ettlin und der Regie von Adrian Hossli in den 1970er und 1980er Jahren wieder auf. Das Kollegitheater Sarnen führt seitdem jährlich ein Theaterstück auf. Die gesamte Produktion wird nur von Schülern und Lehrkräften der Kantonsschule realisiert. Die Theateraufführungen finden im schuleigenen Theatersaal im Alten Gymnasium statt.

## Schülerorganisationen
Es gab einen Schülerrat, der die Schülerschaft repräsentierte und vertrat. Der Schülerrat organisierte diverse Anlässe wie z. B. Rosenverkauf am Valentinstag, gemeinsames Essen vor den Weihnachtsferien und das alljährliche Gymifest.
Im Oktober 2013 wurde der Ehemaligenverein Freunde des Kollegi Sarnen gegründet.
Die Gymnasiale Studentenverbindung GV Subsilvania Sarnen wurde 1860 als Sarner Sektion des Schweizerischen Studentenvereins gegründet. Nach schwierigen Zeiten wurde die Sektion 2006 wieder aktiviert, wenig später aber wieder sistiert.

## Mensa
Zwischen September 2007 und Juli 2011 bot der Verein «Zämä Zmittag» eine warme Mittagsverpflegung an der Schule an. Zwischen 2011 und 2022 führte ein ausserkantonales Gastronomieunternehmen die Mensa. Seit März 2022 wird sie vom lokalen Anbieter «Pastarazzi» betrieben.

## Auszeichnungen
- 2004 Sportfreundlichstes Gymnasium der Schweiz, Award des Schweizerischen Verbands für Sport und Schule (SVSS), Preisübergabe durch Bundesrat Samuel Schmid[31]

## Rektoren
- 1752–1783: Franz Anton Heimann
- 1783–1787: Johann Baptist Lussi
- 1787–1835: Johann Josef Lochmann
- 1835–1840: Niklaus Ignaz Wirz
- 1841–1845: Pater Ambros Christen
- 1845–1863: Pater Benedikt Waltenspühl
- 1863–1887: Pater Augustin Grüniger
- 1887–1907: Pater Carl Prevost
- 1907–1925: Pater Johann Baptist Egger
- 1925–1929: Pater Beda Kaufmann
- 1929–1945: Pater Bernard Kälin, nachmaliger Abtprimas
- 1945–1964: Pater Bonaventura Thommen
- 1964–1976: Pater Pirmin Blättler
- 1976–1984: Pater Leo Ettlin[24]
- 1984–1989: Edwin Züger[32]
- 1989–1993: Hans Venetz[33]
- 1993–2006: Constantin Gyr
- 2006 – Juli 2012: Susann Bongers und Patrick Meile[34]
- seit August 2012: Patrick Meile, daneben vier Prorektoren[35]

## Berühmte Schüler (Auswahl)
- Nikolaus von Flüe (1763–1839), Schweizer Offizier in französischen Diensten und Landeshauptmann
- Joseph Ignaz von Ah (1834–1896), «Der Weltüberblicker», Priester, Schul- und Zeitungsmann
- Theodor Wirz (1842–1901), Fraktionspräsident der CVP Schweiz 1885–1892, Ständeratspräsident der Eidgenossenschaft 1884/85
- Adalbert Wirz (1848–1925), Fraktionspräsident der CVP Schweiz 1911–1914, Gründungspräsident der CVP Schweiz 1912–1917, Ständeratspräsident der Eidgenossenschaft 1906/07
- Peter Anton Ming (1851–1924), Nationalrat, Landammann, Richter, Arzt und Publizist
- Heinrich Federer (1866–1928), Schriftsteller
- Johann Baptist Eisenring (1868–1925), Jurist und Politiker
- Lorenz Rogger (1878–1954), Schweizer katholischer Geistlicher und Pädagoge
- Walter Amstalden (1883–1966), Ständeratspräsident der Eidgenossenschaft 1935/36
- Jakob Strebel (1887–1965), Präsident des Bundesgerichts und Nationalrat
- Giuseppe Haas-Triverio (1889–1963), Maler und Xylograf
- Ferdinand Strobel (1908–1999), Kirchenhistoriker
- Ludwig von Moos (1910–1990), Bundesrat der Eidgenossenschaft 1960–1971
- Jost Dillier (1921–2016), Ständeratspräsident der Eidgenossenschaft 1981/82
- Josef Pfammatter (1926–2007), Theologe
- Joachim Salzgeber (1926–2012), Benediktiner und Autor zahlreicher Werke
- Albert Gasser (geb. 1938), Theologe, Kirchenhistoriker und Rektor der Theologischen Hochschule Chur
- Flavio Cotti (1939–2020), Präsident der CVP 1984–1986, Bundesrat der Eidgenossenschaft 1986–1999
- Niklaus Küchler (geb. 1941), Ständeratspräsident der Eidgenossenschaft 1994/95
- Pirmin Meier (geb. 1947), Publizist
- Adalbert Durrer (1950–2008), Präsident der CVP 1997–2001
- Otto Höschle (* 1952), Schriftsteller und Übersetzer
- Hanspeter Müller-Drossaart (geb. 1955), Schauspieler
- Elisabeth Zurgilgen (geb. 1955), Schriftstellerin und Hochschuldozentin
- Jürg Schmidli (geb. 1956), Gefäss- und Herzchirurg
- Karl Vogler (geb. 1956), Jurist und Politiker